# Usina Hidrelétrica do Funil
A Usina Hidrelétrica do Funil é uma usina geradora de energia elétrica administrada pelo consórcio  Vale/Cemig, que se localiza no  Rio Grande, região sul do estado de Minas Gerais, na divisa entre os municípios de Lavras e Perdões. Foi concluída no ano de 2002.

## Características
No máximo operacional, o lago da usina inunda uma área de 40,49 km², nos municípios de Lavras, Perdões,  Bom Sucesso, Ijaci e Ibituruna. Pode armazenar 285 milhões de m³ de água. A geração de energia é feita por meio de um desnível de até 39m (nível do máximo operacional do lago 808 m acima do nível do mar / a altura das unidades geradoras varia entre 769,09m e 771,52m do nível do mar), utiliza turbina do tipo Kaplan, sua potência instalada é de 180 MW.